# 心叶荆芥
心叶荆芥（学名：Nepeta fordii），为唇形科荆芥属下的一个植物种。